# 満洲国の国章
満洲国の国章（蘭花御紋徽，まんしゅうこくのこくしょう）は、1934年（康徳元年）4月25日に制定された（帝室令第11号「御用蘭花紋章式」）。
「蘭花紋」と呼ばれるが、ここでいう「蘭」は英語で"Orchid"と呼ばれるラン科の花ではなく、フジバカマを図案化したもので、『易経』繋辞伝・上に由来する。